# Via Mansuerisca
 (septembre 2012).
La Via Mansuerisca, appelée aussi le Pavé Charlemagne, est une ancienne voirie qui traverse le plateau des Hautes-Fagnes en Belgique.
Si elle porte le nom de Chaussée de Jules César sur une carte manuscrite des environs du Duché de Limbourg, Eupen et d'une partie des Hautes-Fagnes, par les ingénieurs géographes français en 1761-1762, son origine romaine n'est pas clairement établie et elle est sujette, depuis sa redécouverte en 1768, au lieu-dit Drossart, par les fonctionnaires des douanes et forêts de Marie-Thérèse, à diverses interprétations successives sur son origine et sa fonction.
Selon les textes des VIIe et VIIIe siècles, elle aurait été une voie de liaison entre les anciennes chaussées romaines de Trèves à Cologne et de Bavay à Cologne, passant par Aix-la-Chapelle pour rejoindre Heerlen ou Jupille-sur-Meuse. Cette voie est mentionnée pour la première fois en 670, dans un diplôme du roi franc Childéric II. La région devient progressivement un lieu de passage et de commerce important entre les différentes principautés qui vont se constituer (et lieu de perception de droits de douane), comme en témoigne toujours pour partie la toponymie (voie du fer, voie du cuivre…).
Bien conservée sur une longueur de 6 km sur le plateau des Hautes-Fagnes, elle permet une analyse scientifique pointue. Les recherches montrent de plus en plus clairement que la chaussée, d'une largeur de 6 m, date de l'époque mérovingienne (datation du bois des fondations), mais que son tracé est plus ancien et date certainement de l'occupation romaine de la Germanie inférieure, du Ier au IVe siècle (analyse de la pollution due au transport du minerai de plomb).
Les recherches actuelles ont comme objectif de localiser l'origine des métaux pour définir les échanges économiques.

## Toponymie
- Mansuarisca : aucune hypothèse n'est satisfaisante. On propose route des colons : Mansua

## Observations scientifiques

### Lithologie
Près du passage de la Helle,  l’âge du  Pavé est attribué à l’époque mérovingienne, en se fondant sur la chronologie développée dans la tourbière du Misten.

### Palynologie
L’interprétation donnée aux résultats polliniques est constante. Sur la base du pollen de hêtre, les analyses font remonter sa construction à environ 700 apr. J.-C. La chaussée est donc probablement de la fin de l'époque romaine et elle a été utilisée jusqu'à la fin du Moyen Âge.

### Dendrochronologie
La route est faite d'une combinaison d'un cadre en bois en chêne couvert avec de grandes pierres fines et de graviers ; elle peut être datée par la dendrochronologie sur le cadre de bois IXe siècle apr. J.-C. Les restes d'un chariot en bois ont été trouvés. La roue est en bouleau (axe de roue), en chêne et en hêtre pour les rayons.

### Géochimie du zinc
L’analyse géochimique de la tourbe a mis en évidence deux pics de concentrations anormalement élevées en zinc aux abords du Pavé. En effet, alors que les concentrations moyennes actuelles d’une tourbière des Hautes Fagnes avoisinent les 250 ppm (parties par million) en zinc, les  concentrations obtenues près du site de fouille atteignent plus de 1 000 ppm. Trois datations ont été effectuées au niveau du premier pic de zinc. Elles ont révélé des  âges correspondant à l’époque romaine. Ce zinc pourrait provenir de  l’altération de minerais de zinc lors de leur transport depuis les gisements plombo-zincifères de la région Verviers-Aix-la Chapelle vers la région de Trèves (Allemagne) où d’autres minerais fournissaient le  cuivre nécessaire à la fabrication du laiton. 
En combinaison avec les datations au radiocarbone, le début de la pollution a été daté à 19-300 apr. J.-C., c'est-à-dire de l'âge de la colonisation romaine. Ce qui contraste avec les datations de la chaussée elle-même, qui est manifestement mérovingienne.

## Topographie
Le tracé de la chaussée au travers des tourbières a été relevé pour la première fois avec  précision en 1998. Cet itinéraire était le plus adéquat puisqu’il  n’impliquait d’infrastructure en bois sous les pavés que sur quelques centaines de mètres  (Fontaine 1979). Cependant on remarquera qu’il est aussi le plus rationnel pour rejoindre la  région entre Verviers et Aix-la-Chapelle, en évitant la Gileppe. Le tracé au départ de cette région est  attesté par la carte effectuée par Leurs en 1768,,.
Le rôle d’une route étant d’établir des communications, quels lieux pouvait-elle relier ? En considérant la période qui va du Bas-Empire romain à l’époque carolingienne, une série de loci ont pu être déterminés dans un contexte régional, de part et d’autre du haut plateau fagnard. Leur existence est confirmée par des fouilles archéologiques et/ou des documents écrits. Ce sont d’abord quelques villas romaines (Thommen, Amel, Konzen, Theux...) auxquelles viendront s’ajouter des villas royales mérovingiennes et carolingiennes (Büllingen, Waimes, Baelen...). Bien entendu, la ville d’Aix-la-Chapelle est prépondérante. Aquis Grana, cité thermale sous l’empire romain, deviendra la capitale de l’empire carolingien.  Sous les mérovingiens, apparaît l'abbaye de Stavelot.  Enfin, n’oublions pas de mentionner, au sud du haut plateau, le tracé de la chaussée romaine de Trèves à Cologne, le castellum Beda Bitburg relié par la chaussée a 24 km de Trèves. Si les pôles d’attraction ne manquaient pas, les abords immédiats du haut plateau n’étaient pas encore colonisés. Enfin, dès l’instant où une liaison continue n’a pu être découverte entre les villes de Maastricht et Trèves, il est hasardeux d’avancer que le Pavé a été construit dans le seul but de les mettre en communication. Rien n’empêche toutefois d’imaginer qu’il ait facilité les liaisons entre elles.

## Fonction

### La tourbe, le bois et la chasse
Une première hypothèse consiste à considérer que les Hautes-Fagnes ont suscité  suffisamment l’intérêt des populations avoisinantes pour y entreprendre la construction d’une route facilitant son accès. L’exploitation de la tourbe comme combustible vient aussitôt à l’esprit. Mais à cette époque, la région était encore largement boisée. Alors pourquoi recourir à un moyen de chauffage bien moins performant ? Le bois, par contre, serait une meilleure  possibilité. Notons d’autre part que le sport favori des souverains mérovingiens et carolingiens était la chasse qu’ils pratiquaient notamment dans les forêts de la haute Ardenne.

### La fonction économique
La découverte d’une teneur élevée en zinc sur les bas-côtés de la route ouvre aujourd’hui un terrain d’investigation encore peu envisagé jusqu’ici : la fonction économique. La structure robuste de la voie permet en effet de supposer le transport de matières pondéreuses (les gisements de plomb-zinc de la région de Bleialf et de cuivre entre Aix-la-Chapelle et Malmedy). Qu’il soit romain ou mérovingien, un pic de zinc vient suggérer un rôle probable du Pavé dans le circuit de production du laiton (alliage de cuivre et de zinc). Les régions de Stolberg (connu comme un des centres les plus anciens de production du laiton), de Trêves, de la vallée de la Meuse y ont été très tôt impliquées. Le Pavé pourrait dès lors avoir été un itinéraire privilégié entre les gisements plomb-zinc de la région entre Verviers et Aix-la-Chapelle et la région de Trèves riche en minerai de cuivre et centre de production du laiton.
Parallèlement, de nouvelles questions se posent. Quel est l’âge réel du début de ce trafic ? De quel gisement provient le minerai, sachant qu’aucun document historique ne mentionne une exploitation à une époque si reculée ? De nouvelles datations et des analyses isotopiques du plomb permettront peut-être d’apporter de nouveaux éléments d’interprétation.